# 李歆 (蜀漢)
李 歆（り きん、生没年不詳）は、中国三国時代の武将。初め蜀漢に仕え、後に魏に降伏した。『三国志』蜀書「後主伝」では、李 韶（り しょう）。

## 略歴
魏の嘉平元年（249年）、姜維が軍勢を率いて魏に侵出した際、李歆は麴山の城を牙門将として句安と共に守った。魏の郭淮と陳泰は対応を協議し、陳泰が提案した兵糧攻めを採用。徐質や鄧艾らと共に進軍して麴山を囲み、補給路と城外の水源を断った。句安らは戦闘を挑んだが、魏軍は応じなかった。補給を断たれた城内の蜀軍は窮乏した。
姜維は牛頭山から麴山へ援軍に向かうため陳泰と対峙したが、陳泰は軍に陣を固く守って戦わないよう命令し、郭淮に牛頭山への急襲を献策した。郭淮はこれを容れて洮水へ進軍し、姜維は恐れて逃走した。
孤立した句安と李歆は共に魏に降伏した。李歆のその後は不明。

## 三国志演義
小説『三国志演義』でも、姜維の北伐において麴山を守る蜀漢の将軍として登場する。陳泰率いる5万の魏軍が進軍してくると句安と共に迎え撃つが、兵力不足で城内へ撤退する。陳泰の軍勢に四方を包囲されて補給路と水源を断たれると、李歆は水を手に入れるために出陣するが包囲され、城へ戻る。その後、再び出陣して句安と共に魏軍と激戦を繰り広げるが勝利を得られず、城へ退却する。
李歆は句安に「命を懸けて城を脱出し、援軍を求めに行く」と言って数十騎を率いて城門を開け、魏軍へ突撃する。戦闘の末に李歆の兵は全滅したが、李歆は死力を尽くして突破。重傷を負いながらただ一人姜維の元へたどり着き、麴山の危機を知らせる。その後、姜維は李歆を川へ護送して療養させる。